# Ferdinand Piereck

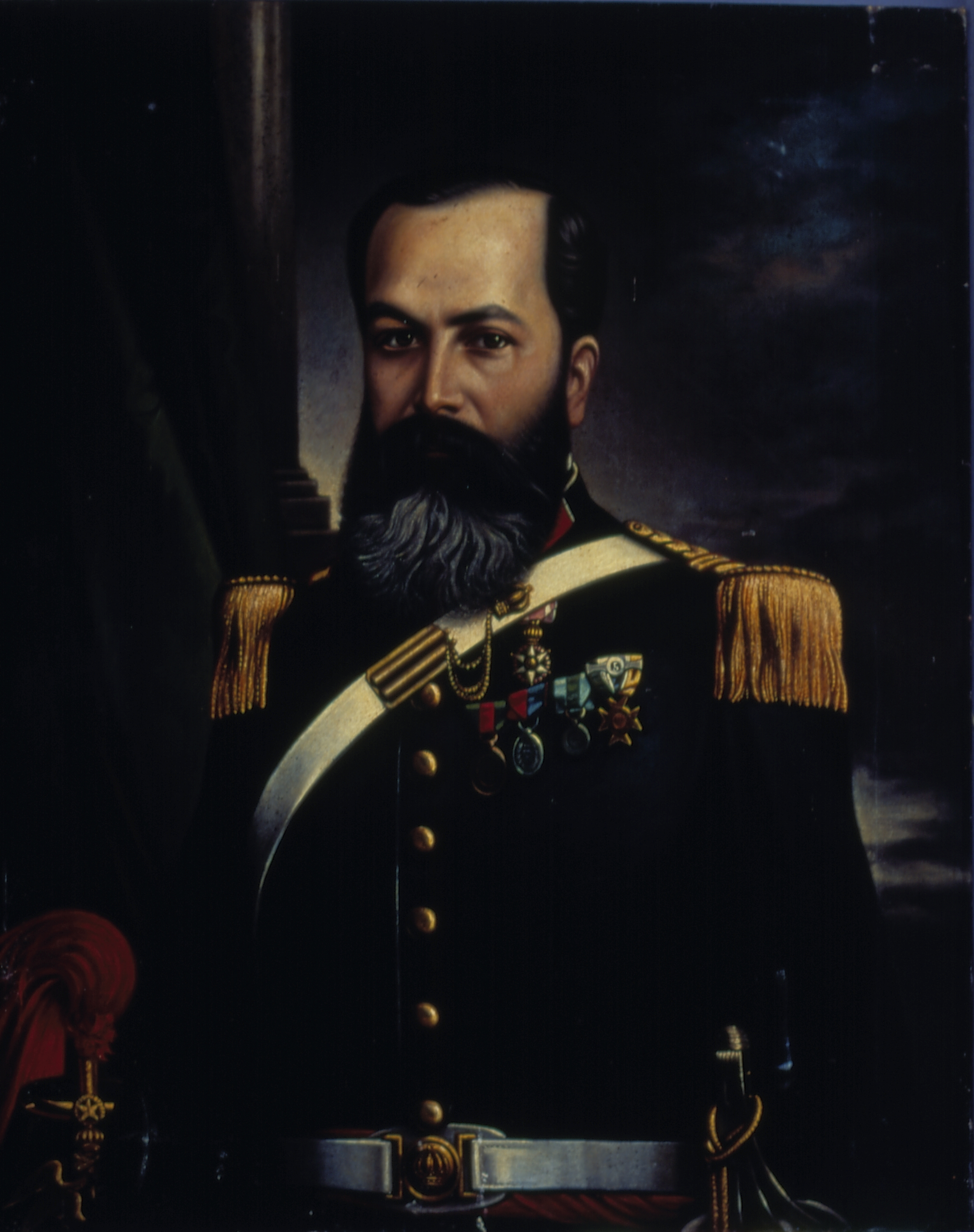
Retrato de Francisco de Canto e Mello, de Ferdinand Piereck

Ferdinand Piereck, também conhecido como F. Piereck, foi um pintor austríaco, radicado no Brasil. Atuou em São Paulo em 1877. Nasceu em Viena, na Áustria em 10 de setembro de 1844. Faleceu em Recife, Pernambuco, em 11 de dezembro de 1925.
Sua atuação profissional foi marcada por sua colaboração com Carlos Hoenen, cujas fotografias ampliava e pintava para exposição em salões. Essa parceria entre Hoenen e Piereck, com a produção do que ficou conhecido como "fotopinturas", teve sucesso no fim do século XIX. As fotopinturas eram encomendadas, sendo inclusive anunciadas em jornais como uma técnica de retrato.
Em 1878 Piereck realiza a pintura do teto de um dos cômodos do Grande Hotel, num trabalho que foi considerado um "acontecimento" das artes visuais de São Paulo à época.